# Leopold Hackelmann

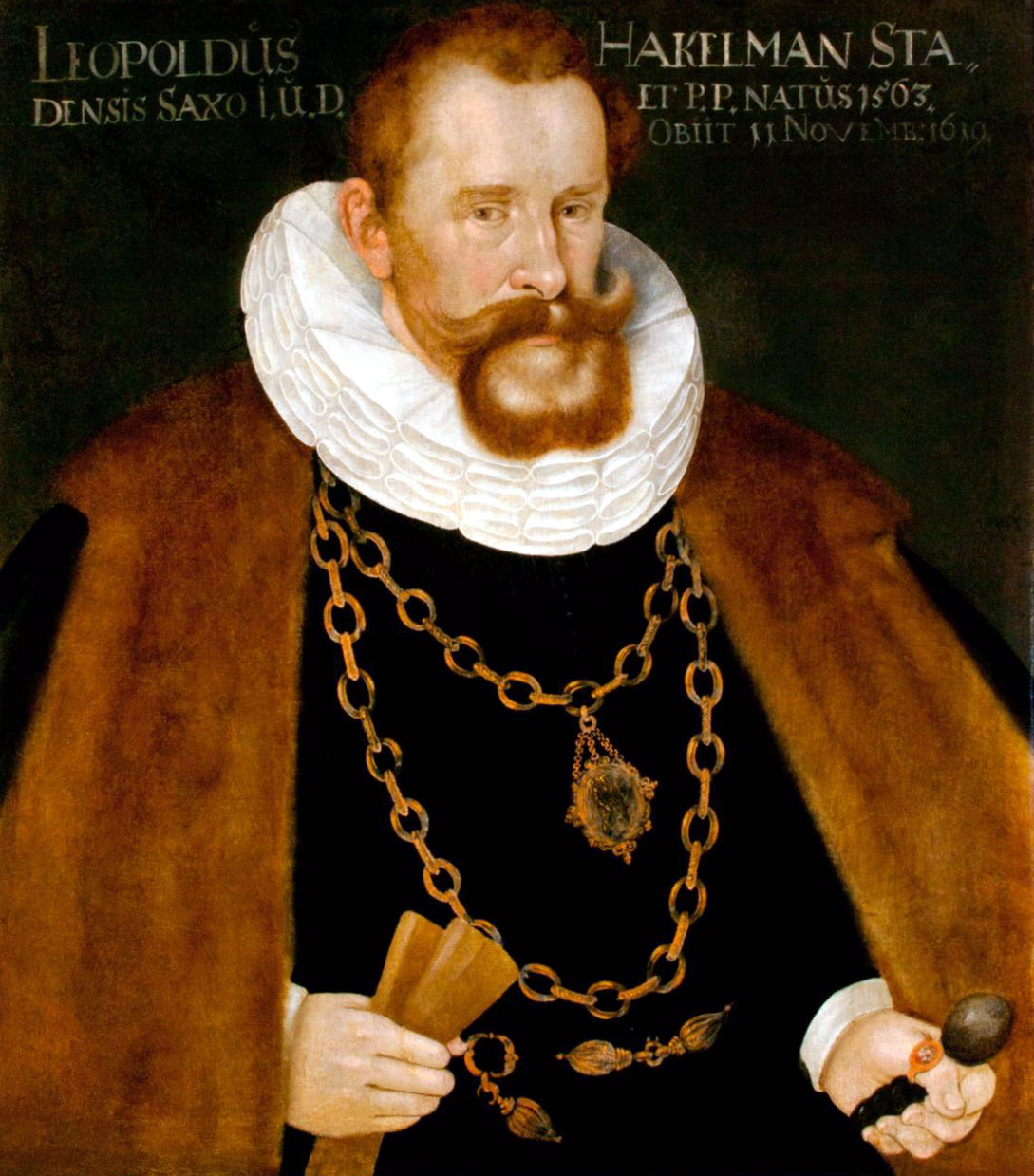
Leopold Hackelmann

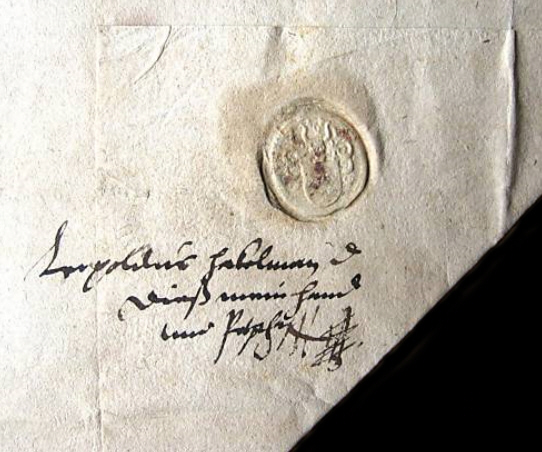
Siegel und Unterschrift Hackelmanns auf einer Quittung, 1615

Leopold Hackelmann, auch Leopoldus Hackelmannus, Hakelmann, (* um 1563 in Stade; † 11. November 1619 in Leipzig) war Professor der Jurisprudenz an den Universitäten Jena und Leipzig.

## Leben
Hackelmann war der Sohn des Kaufmanns Johann Hakelmann und dessen Frau Gertraud (geborene Schene). Nach dem Schulbesuch in Stade, wechselte er an die Schule in Lüneburg, wo seine Ausbildung von Lucas Lossius angeleitet wurde. Mit 21 Jahren bezog er 1584 die Universität Helmstedt, wo er ein Studium der Philosophie absolvierte. Sich den Rechtswissenschaften widmend, begab er sich an die Universität Leipzig und im Sommersemester 1587 an die Universität Jena. Am 23. September 1591 wurde er in Jena zum Doktor der Rechtswissenschaften promoviert und avancierte 1594 zum außerordentlichen Professor an der Jenaer Juristenfakultät. Nach dem Tod von Daniel Eulenbeck wurde er 1596 ordentlicher Professor, in welcher Eigenschaft er sich im Sommersemester 1598 als Rektor der Alma Mater, auch an den organisatorischen Aufgaben der Hochschule beteiligte.
Danach wurde er zum erzbischöflichen Rat in Magdeburg ernannt. Das Domkapitel Magdeburg verhinderte 1604 zunächst den Wechsel von Hackelmann als Hofrat zum kurfürstlichen Hof von Christian II. nach Dresden. Erst 1612 gelang es dem Kurfürsten Johann Georg I., Leopold Hackelmann als ordentlichen Professor für die Universität Leipzig zu gewinnen, sowie als Beisitzer des Oberhofgerichts in Leipzig einzusetzen. Mit der Ernennung von Herzog Johann Philipp von Sachsen-Altenburg zum Rektor der Universität Leipzig im Jahre 1613 wurde Hackelmann Prorektor der Hochschule. 1618 wurde er Decemvir und erhielt das Universitätskanonikat in Merseburg übertragen. Ein Jahr vor seinem Tod litt er an Malaria, wovon er sich einigermaßen wieder erholte. Zwar konnte er gesundheitlich geschwächt noch seinen Tätigkeiten beim Vorlesebetrieb und am Hofgericht nachkommen. Jedoch als er abermals gesundheitlich angeschlagen wurde, erlitt er einen Schlaganfall, worauf hin er am rechten Arm und Fuß gelähmt war und er wenige Tage später verstarb.
Hackelmann war ein renommierter Rechtsgelehrter seiner Zeit, insbesondere war er für das Erzstift Magdeburg tätig. Zahlreiche seiner Schriften sind noch erhalten.
Er verheiratete sich am 13. September 1591 in Jena mit Margaretha Pensold (* 19. November 1569 in Meissen; † 22. April 1613 in  Leipzig), der Tochter des Jenaer Professors Mag. Friedrich Pensold († 1589) und dessen Frau Anna Pestel, der Witwe des Heinrich Schneidewind († 1590). Aus der Ehe stammen sechs Kinder, wovon ein Sohn und zwei Töchter den Vater überlebten. Hackelmann verheiratete sich 1614 zum zweiten Mal und zwar mit der Witwe des Medizinprofessors Georg Feig. Aus der Ehe stammen keine Kinder.

## Werke (Auswahl)
- Quaestiones illustres ex jure civili, ontificio, feudali et saxonico. Band I, Jena 1594, Band II, Frankfurt 1602, Band III, Magdeburg 1613.
- Epitome in usus feudorum. Überarbeitung der Originalausgabe von Johann Schneidewein, Hannover 1595 / Magdeburg 1613.
- Disp. selectissimae ex Canonico. Frankfurt 1602.
- Qq. illustres ex jure Ciu. Pontif. Feudali & Saxon. Frankfurt 1602.